# Guido Bernardi
Guido Bernardi (ur. 21 września 1921 w Pontenure, zm. 22 stycznia 2002 tamże) – włoski kolarz torowy i szosowy, wicemistrz olimpijski.

## Kariera
Największy sukces w karierze Guido Bernardi osiągnął w 1948 roku, kiedy wspólnie z Arnaldo Benfenatim, Anselmo Citterio i Rino Puccim wywalczył srebrny medal w drużynowym wyścigu na dochodzenie podczas igrzysk olimpijskich w Londynie. W wyścigu finałowym reprezentanci Włoch ulegli jedynie ekipie Francji. Był to jedyny medal wywalczony przez Bernardiego na międzynarodowej imprezie tej rangi oraz jego jedyny start olimpijski. Startował również w wyścigach szosowych, wygrywając między innymi Trofeo Banfon w 1949 roku. Rok wcześniej, po dwóch etapowych zwycięstwach, zajął trzecie miejsc w klasyfikacji generalnej Giro delle Puglie e Lucania. Nigdy nie zdobył medalu na szosowych ani torowych mistrzostwach świata.